# Sadashichi Doi
Sadashichi Doi (土井定七, 31 de março de 1889 — 24 de março de 1968) foi um major-general (coronel à data da comissão do serviço no Timor português) comandante das forças de ocupação japonesas no território português subordinado a Timor português entre novembro de 1942.
Em 20 de fevereiro de 1942, as tropas japonesas desembarcaram em Díli e em alguns outros lugares da ilha do Timor português, e rapidamente ganharam controle sobre todos os portos e aeródromos importantes da ilha. A Força de Invasão do Japão, sob o comando do coronel Sadashichi Doi, foi dividida em três grupos principais:
- Comando das tropas de choque - Infantaria [Comando das tropas de choque - infantaria];
- Comando de artilharia [Comando de Artilharia]; e
- Comando das tropas da Marinha e Aviação (Comando da Marinha e da Força Aérea).
Às 13h00, o governador do Timor português chegou ao Consulado-Geral do Japão em Díli para ter uma conversa com o segundo Comandante Sadashichi Do para criar um "modus vivendi" com os nipónicos, visto que o primeiro Comandante se encontrava "doente a bordo". Após esta conferência, o governador foi para Lahane e viu os "saques às lojas dos comerciantes chinas e em algumas casas particulares".
Os engenheiros japoneses rapidamente melhoraram e ampliaram o campo de aviação perto de Díli, onde haviam então estacionado 12 aviões de combate, que juntamente com unidades de infantaria participaram das próximas batalhas contra os guerrilheiros australianos na ilha.
Em 1945 Portugal voltou a tomar posse do território com o estatuto de província ultramarina, sendo Governador Manuel Ferreira .